# 乐正绫
乐正绫是上海禾念所有的虚构人物，围绕其一系列运行在歌声合成软件上的歌声库展开，作为Vsinger的一名虚拟歌手活跃，其配音是中国大陆歌手祈Inory，其造型设计是中国插画师ideolo。乐正绫是16岁的女高中生和吉他手。

## 特征
乐正绫的发色是红棕色，头顶有呆毛，脑后留着及膝的麻花辫，双肩上耷拉着一搓头发，她眼角上挑，瞳孔红色，上身外罩白色的行服褂，打底红色的抹胸式行服袍，下身穿着黑色的热裤，黑色的左短右长的长袜，脚踩红筒白底的长靴；她年龄16岁，身高160cm，乐器是吉他，生日在4月12日，音之精灵是释天，代表色是#EE0000；她活力十足，性格直来直去、不拘小节，是乐正集团的大小姐，乐正龙牙的妹妹。
乐正绫的原型是Rikuhao在第一届Vocaloid China Project征集活动中提交的人物样稿「绫彩音」，创作灵感是来自东方Project的博丽灵梦。之后经过中国插画师ideolo和项目制作人Jarryestel（王杲）修改定案为「乐正绫」。在Vocaloid China Project的世界观中，乐正绫是居住在人类世界「米德嘉特」的人类，在学校里与哥哥乐正龙牙、同学徵羽摩柯和学姐墨清弦组建了乐队，自己担任主唱兼吉他手和作曲。乐队演出在即，乐正绫却突发慢性疾病导致喉咙失声，不过来自遥远世界「瓦纳海姆」的Vocaloid洛天依从天而降，洛天依利用他们种族的特殊能力「共鸣」，感受到并且唱出乐正绫深藏在「心中的歌声」，洛天依接替了乐队的主唱，乐正绫继续作为吉他手和作曲活跃。乐正绫的音之精灵是虚构生物「释天」，释天的年龄为1万岁，身长2m，是长得像老虎的精灵，能化身成绫的电吉他，释天非常古老具有一定的智慧和很强的自尊心，但面对单纯的少女会放下戒备，心甘情愿地被绫当做抱枕和床垫。乐正绫的象征物是中国五声音阶中的“徵”，代表符号是梵文。Jarryestel引用《汉书·律历志》中的“徵为火声，居南方，时序为夏。”以及《黄帝内经·素问·阴阳应象大论》：“心在音为徵。”来体现乐正绫的性格和给人的印象。。

## 歌声库
| 年份                       | 标题                           | 歌声库                                  | 引擎       | 平台                        | 操作系统      |
| 歌声合成                   | 歌声合成                       | 歌声合成                                | 歌声合成   | 歌声合成                    | 歌声合成      |
| -------------------------- | ------------------------------ | --------------------------------------- | ---------- | --------------------------- | ------------- |
| 2015年                     | 《Vocaloid 3 Library：乐正绫》 | - YuezhenglingV3                        | Vocaloid 3 | Vocaloid 3 Editor及最高版本 | Windows       |
| 2023年                     | 《Vocaloid 5：乐正绫》         | - Yuezheng_Ling_Chi - Yuezheng_Ling_You | Vocaloid 5 | Vocaloid 5 Editor及最高版本 | Windows macOS |
| 尚待宣布                   | 尚待宣布                       | - 乐正绫                                | ACE AI     | ACE Studio                  | Windows macOS |
| 语音版本皆为现代标准汉语。 |                                |                                         |            |                             |               |

Vocaloid是日本乐器生产企业雅马哈基于波形拼接开发的歌声合成技术，ACE AI是中国大陆软件公司时域科技基于深度神经网络开发的歌声合成技术。
- 《Vocaloid 3 Library：乐正绫》是上海禾念开发，在2015年7月17日发行的Vocaloid歌声库，推荐节奏在每分钟70至220拍之间，推荐音域在G2至C5之间，適用於Vocaloid 3 Editor和更高版本。此歌聲庫是与战音Lorra的同时开发，录音地在北京的录音棚，来自雅马哈研究开发中心的吉田雅史和日本社团Vocalomakets成员Kagome-P（かごめP）参与录音工作，在录制过程中因为气候干燥，先行录音的龟仙人流鼻血不断，后录音的祈Inory服用润喉食品来维持状态，[4]此次录制加大了数据量，相比洛天依和言和的多出了一音阶样本。[5]

- 《Vocaloid 5：乐正绫》是上海禾念开发，在2023年2月11日发行的Vocaloid歌声库组合，包含更新自上一部的歌声库「Chi」（炽）和新开发的歌声库「You」（幽），推荐节奏在每分钟60至220拍之间，推荐音域在F2至F4之间，適用於Vocaloid 5 Editor和更高版本。

- 「乐正绫」，通常乐正绫AI，是运行在歌声合成软件ACE Studio的在线歌声库，公开测试中。

## 发展
乐正绫最初是在雅马哈制作、Bplats子公司上海禾念运营的项目Vocaloid China Project中诞生，2011年12月1日，上海禾念举办了为第一款Vocaloid中文歌声库征集虚拟形象的活动，评选以项目制作人Jarryestel（王杲）为主在公司内部进行。 2012年1月2日活动结束。2012年1月17日，上海禾念宣布由Rikuhao（ハオ）提交的人物样稿“绫彩音”和其他四副人物样稿入围，尽管绫彩音在活动截止时获得了网友们的138票、84.2的评分，在所有的投稿作品中最受欢迎，但是上海禾念出于营销上的考量从而选择「雅音宫羽」Vocaloid化。2012年3月22日，上海禾念公布了由中国插画师ideolo以绫彩音等入围角色为原型创作的「乐正绫」等五名新角色，以及各个角色的设定信息。上海禾念在2013年7月1日脱离母公司之后，在2014年1月31日宣布创作平台品牌Vocanese，2014年7月15日，Vocanese宣布在经过三个月的运作后，计划制作乐正绫的Vcoaloid歌声库。2014年8月2日，Vocanese确定进入制作期，并且举行募集乐正绫和战音Lorra（与网易浚源游戏工作室开发的游戏《战音OL》合作的Vocaloid歌声库项目）的配音员活动，2014年8月20日活动结束，2014年8月26日，雅马哈与上海禾念在北京召开战略合作发布会，最终公布乐正绫的候选人是大陆配音演员菊花花、网络歌手祈Inory和大陆配音演员幽舞越山，战音Lorra的是配音员草摩涅吉、大陆配音演员龟仙人和大陆配音演员小连杀。2014年9月25日，《战音OL》的官方网站公布试听音频，并且开启网络投票。2014年10月15日，Vsinger宣布获胜者为祈Inory和龟仙人。2015年5月28日，上海禾念公布虚拟艺人品牌Vsinger。2015年7月17日，Vsinger在第十届萤火虫动漫游戏嘉年华上宣布发行乐正绫的歌声库《Vocaloid 3 Library：乐正绫》。2021年6月18日，Vsinger宣布乐正绫的Vocaloid 5歌声库开启公测报名。2021年6月18日，Vsinger宣布乐正绫的Vocaloid 5歌声库开启公测报名。2022年10月14日，Vsinger宣布乐正绫的Vocaloid 5歌声库组合即将在2023年发行。2022年12月25日，Vsinger宣布乐正绫的ACE AI歌声库开启公测报名。

## 音乐作品

### 合辑
| 曲序 | 曲目                   |            | 作曲       | 时长 |
| ---- | ---------------------- | ---------- | ---------- | ---- |
| 1.   | 〈遇见〉               | 大嘴巴狼   | Litterzy   | 3:44 |
| 2.   | 〈乐行者〉             | iKz        | iKz        | 5:32 |
| 3.   | 〈山巅〉               | 战场原妖精 | 战场原妖精 | 3:53 |
| 4.   | 〈傲娇系男孩的告白日〉 | ilem       | ilem       | 2:58 |
| 5.   | 〈九月不停雨〉         | 古洛       | 乌龟Sui    | 3:57 |
| 6.   | 〈一千绫一夜〉         | Yukei Dong | 泓Mizuhiro | 3:40 |
| 7.   | 〈未来的我〉           | 和田野     | Li Zong    | 4:24 |

| 曲序 | 曲目       |                | 作曲         | 时长 |
| ---- | ---------- | -------------- | ------------ | ---- |
| 1.   | 〈悸动〉   | 冥凤           | 希望索任合资 | 4:26 |
| 2.   | 〈花〉     | 人形兔，和田野 | 人形兔       | 4:24 |
| 3.   | 〈多数人〉 | 果汁凉菜       | 闹闹         | 3:41 |
| 4.   | 〈酒心吻〉 | 纪远           | LS           | 4:48 |